# Sawadiya - Nabhan
Sawadiya - Nabhan (tiếng Ả Rập: السوادية نبهان) là một ngôi làng Syria nằm ở Darkush Nahiyah thuộc huyện Jisr al-Shughur, Idlib. Theo Cục Thống kê Trung ương Syria (CBS), Sawadiya - Nabhan có dân số 995 trong cuộc điều tra dân số năm 2004.